# 策肋定四世
雷定四世（拉丁語：Caelestinus PP. IV；？—1241年11月10日）原名高飛·卡斯蒂廖尼（Goffredo Castiglioni），1241年10月25日當選教宗，同年10月28日即位至同年11月10日為止。他是天主教歷史上在位時間最短的教宗之一。
雷定四世於意大利米蘭市出生，為教宗烏爾巴諾三世的私生子，在萨伏依地區成為一名僧侶，並在那裡寫作蘇格蘭歷史。當選教宗後與神聖羅馬帝國皇帝腓特烈二世對立，在位僅僅十七日，逝世後葬於梵蒂岡。

## 譯名列表
- 塞萊斯廷四世、塞莱斯廷四世：《世界人名翻譯大辭典》1993年版作塞莱斯廷。
- 四世：香港天主教教區檔案　歷任教宗作。
- 切萊斯廷四世、切莱斯廷四世：大英綫上繁體中文版[永久]作切萊斯廷。
- 西勒士丁四世：中国大百科智慧藏　外國人名譯名對照表[永久]作西勒士丁。